# Coppa Interamericana
La Coppa Interamericana (in spagnolo Copa Interamericana, in inglese Interamerican Cup) è stata una competizione calcistica annuale riservata al vincitore della Copa Libertadores (che riguarda l'America del Sud) e al vincitore della CONCACAF Champions' Cup (che interessa l'America centrale, settentrionale e i Caraibi).
La coppa è stata disputata senza continuità e ha saltato molte edizioni, specialmente da quando le squadre della CONCACAF hanno iniziato a partecipare alle competizioni della CONMEBOL.
L’organizzazione era approssimativa, il trofeo spesso è stato disputato in ritardo perdendo inevitabilmente prestigio. La maggior parte delle edizioni sono state disputate uno, e talvolta due, anni dopo che i partecipanti si erano qualificati per contendersela, (di conseguenza esistevano già altri campioni continentali) come nel caso della coppa assegnata nel 1996 che fu giocata dai campioni continentali del 1994.
Questo è il risultato della mancanza di incentivi finanziari e della scarsa rilevanza della competizione.

## Storia
La competizione fu organizzata da CONCACAF e CONMEBOL, che si accordarono per istituire un trofeo tra i campioni delle due Americhe. Gli interessi tra i club del Sud America (Conmebol) e dell'America centrale e settentrionale (Concacaf) erano diversi, per le squadre sudamericane generalmente il trofeo aveva meno rilevanza anche per la presenza della molto più prestigiosa Coppa Intercontinentale, considerata come un mondiale per club fino al 2004 (la quale fu snobbata dai club europei campioni continentali in qualche occasione (soprattutto negli anni settanta del secolo scorso), ma per questioni di incolumità fisica dovuta alle frequenti intemperanze degli ambienti sudamericani dettate appunto dal grande prestigio), infatti in 30 anni non si sono svolte ben 12 edizioni anche perché alcune compagini campioni della Coppa Libertadores non erano interessate a disputarla; nei casi San Paolo (nel 1993) e Grêmio (nel 1995), i campioni furono sostituiti dai vice-campioni (rispettivamente Universidad Católica e Atletico Nacional).
La prima edizione della competizione fu programmata nel 1968, e vide affrontarsi Estudiantes, vincitore della Coppa Libertadores 1968, e Toluca, vincitore della CONCACAF Champions' Cup 1968. Il regolamento prevedeva due partite, andata e ritorno, e in caso di parità doveva essere disputato uno spareggio per determinare il vincitore. Il torneo si tenne nel febbraio 1969, e vide l'Estudiantes vincere dopo tre incontri. L'Interamericana andò incontro a notevoli difficoltà organizzative nell'arco della sua storia: era difatti difficile conciliare i calendari delle competizioni centroamericane e sudamericane in modo da trovare delle date in cui le squadre potessero disputare gli incontri.
Dopo la prima edizione la competizione fu sospesa, e fu ripresa nel 1971; Nacional, compagine uruguaiana, e Cruz Azul, messicana, si affrontarono il 15 luglio e il 7 novembre 1972: la vittoria andò ai sudamericani. Nel 1972 l'Independiente vinse il suo primo trofeo, superando l'Olimpia, squadra honduregna, in entrambe le gare; questa volta gli incontri si disputarono in un solo Paese (l'Honduras), il 17 e il 20 giugno 1973. Lo stesso avvenne per l'edizione 1974: le due partite si giocarono a Città del Guatemala, casa del Municipal, campione centroamericano; la vittoria andò nuovamente all'Independiente. Con la vittoria dell'Interamericana 1975, giunta ai tiri di rigore, l'Independiente ottenne il terzo titolo, che la rende la squadra con più successi in Interamericana. Nel 1976 la manifestazione non si tenne; nel 1977 si ebbe la prima vittoria di una squadra della CONCACAF: l'América di Città del Messico superò gli argentini del Boca Juniors nello spareggio all'Estadio Azteca. Nel 1979 il trofeo andò ai paraguaiani dell'Olimpia, che dopo il pareggio con il FAS a San Salvador vinsero ad Asunción per 5-0. Nel 1980 tornò a vincere una squadra messicana: l'UNAM batté gli uruguaiani del Nacional in 3 incontri. Lo spareggio si disputò, questa volta, in campo neutro, al Memorial Coliseum di Los Angeles, negli Stati Uniti d'America.
Tra il 1981 e il 1984 l'Interamericana non fu giocata: si trattò del più lungo periodo d'inattività per questo trofeo dalla sua istituzione nel 1968. Nel 1985 venne inaugurata la formula della gara unica: a Port of Spain si affrontarono Argentinos Juniors e Defence Force (Trinidad e Tobago), e la vittoria andò ancora una volta ai sudamericani. Nel 1987 si giocò l'edizione 1986: il River Plate divenne la quarta formazione argentina a vincere l'Interamericana, superando l'Alajuelense (Costa Rica). L'edizione 1987, programmata per l'aprile 1988, ebbe vari problemi organizzativi; infine Peñarol e América, le partecipanti di quell'anno, giocarono l'incontro il 21 aprile al Memorial Coliseum di Los Angeles, ma la partita non fu considerata parte della Coppa Interamericana (diventando "Copa Confraternidad"); l'América fu poi multato ed estromesso dalle competizioni CONCACAF per due anni. Nel 1989 ci fu il primo successo di una squadra colombiana, con l'Atlético Nacional che superò i messicani dell'UNAM sia in casa, a Medellín, che in trasferta. Nel 1990 il torneo fu appannaggio dell'América, che sconfisse l'Olimpia di Asunción in un match segnato da risse e conseguenti squalifiche; nel 1991 il Colo-Colo fu il primo club cileno a ottenere il titolo interamericano, grazie alla vittoria sul Puebla (Messico).
Nel 1994 si giocò l'edizione riferita alla stagione 1993: l'Universidad Católica, finalista della Coppa Libertadores 1993, rimpiazzò i vincitori del San Paolo. La gara tra i cileni e i costaricani del Saprissa si risolse con il successo sudamericano per un punteggio complessivo di 6-4. Nel 1994 il trofeo tornò in Argentina: il Vélez Sarsfield sconfisse il Cartaginés nel febbraio 1996. L'edizione 1995 si disputò il 3 aprile 1997, in gara unica: l'Atlético Nacional vinse il suo secondo titolo, battendo il Saprissa per 3-2 a San José. L'ultima edizione dell'Interamericana si disputò nel 1998, e vide la vittoria, per la prima e unica volta, di una squadra statunitense, il DC United, e l'unica partecipazione di un club brasiliano, il Vasco da Gama. Le partite si svolsero il 14 novembre 1998 a Washington (vittoria del Vasco per 1-0) e il 5 dicembre a Fort Lauderdale (vittoria del DC United per 2-0).

## Albo d'oro
| Stagione | Vincitore            | Finalista                  | Risultato                              |
| -------- | -------------------- | -------------------------- | -------------------------------------- |
| 1968     | Estudiantes          | Club Toluca                | 2-1 / 1-2 / 3-0 (Terza partita)        |
| 1971     | Nacional             | Cruz Azul                  | 1-1 / 2-1                              |
| 1972     | Independiente        | Olimpia                    | 2-1 / 2-0                              |
| 1974     | Independiente        | CSD Municipal              | 1-0 / 0-1 (4-2 dopo i calci di rigore) |
| 1975     | Independiente        | Atlético Español           | 2-2 / 0-0 (4-2 dopo i calci di rigore) |
| 1977     | América              | Boca Juniors               | 0-3 / 1-0 / 2-1 (Terza partita)        |
| 1979     | Club Olimpia         | Deportivo FAS              | 3-3 / 5-0                              |
| 1980     | Pumas UNAM           | Nacional                   | 3-1 / 1-3 / 2-1 (Terza partita)        |
| 1985     | Argentinos Juniors   | Defence Force              | 1-0 (Finale a partita secca)           |
| 1986     | River Plate          | Liga Deportiva Alajuelense | 0-0 / 3-0                              |
| 1988     | Nacional             | Olimpia                    | 1-1 / 4-0                              |
| 1989     | Atlético Nacional    | Pumas UNAM                 | 2-0 / 4-1                              |
| 1990     | América              | Club Olimpia               | 1-1 / 2-1                              |
| 1991     | Colo-Colo            | Puebla FC                  | 4-1 / 3-1                              |
| 1994     | Universidad Católica | Deportivo Saprissa         | 1-3 / 3-1 (5-1 dopo i supplementari)   |
| 1996     | Vélez Sársfield      | C.S. Cartaginés            | 0-0 / 2-0                              |
| 1997     | Atlético Nacional    | Deportivo Saprissa         | 3-2 (Finale a partita secca)           |
| 1998     | D.C. United          | Vasco da Gama              | 0-1 / 2-0                              |

## Vittorie per squadra
| Club                       | Finali disputate | Vittorie |
| -------------------------- | ---------------- | -------- |
| Independiente              | 3                | 3        |
| Nacional                   | 3                | 2        |
| América                    | 2                | 2        |
| Club Atlético Nacional     | 2                | 2        |
| Club Olimpia               | 2                | 1        |
| Pumas UNAM                 | 2                | 1        |
| Argentinos Juniors         | 1                | 1        |
| Colo-Colo                  | 1                | 1        |
| Universidad Católica       | 1                | 1        |
| Estudiantes                | 1                | 1        |
| River Plate                | 1                | 1        |
| Vélez Sársfield            | 1                | 1        |
| D.C. United                | 1                | 1        |
| Deportivo Saprissa         | 2                | 0        |
| Olimpia                    | 2                | 0        |
| Atlético Español           | 1                | 0        |
| Club Toluca                | 1                | 0        |
| Cruz Azul                  | 1                | 0        |
| Puebla FC                  | 1                | 0        |
| Boca Juniors               | 1                | 0        |
| Liga Deportiva Alajuelense | 1                | 0        |
| C.S. Cartaginés            | 1                | 0        |
| Defence Force              | 1                | 0        |
| Deportivo FAS              | 1                | 0        |
| CSD Municipal              | 1                | 0        |
| Vasco da Gama              | 1                | 0        |

## Vittorie per Nazioni
| Club              | Finali disputate | Vittorie |
| ----------------- | ---------------- | -------- |
| Argentina         | 8                | 7        |
| Messico           | 8                | 3        |
| Uruguay           | 3                | 2        |
| Cile              | 2                | 2        |
| Colombia          | 2                | 2        |
| Paraguay          | 2                | 1        |
| Stati Uniti       | 1                | 1        |
| Costa Rica        | 4                | 0        |
| Honduras          | 2                | 0        |
| Brasile           | 1                | 0        |
| Guatemala         | 1                | 0        |
| Trinidad e Tobago | 1                | 0        |
| El Salvador       | 1                | 0        |

## Vittorie per confederazione
- CONMEBOL: 14 titoli
- CONCACAF: 4 titoli